# Obereopsis bechynei
Obereopsis bechynei là một loài bọ cánh cứng trong họ Cerambycidae.